# تروي تانر
تروي تانر (بالإنجليزية: Troy Tanner) (31 أكتوبر 1963 في الولايات المتحدة - ) هو لاعب كرة طائرة الولايات المتحدة. شارك في الألعاب الأولمبية الصيفية 1988.

## وصلات خارجية
- تروي تانر على موقع الاتحاد الدولي beach volleyball database (الإنجليزية)
- تروي تانر على موقع قاعدة بيانات الكرة الطائرة الشاطئية (الإنجليزية)
- تروي تانر على موقع أوليمبيديا (الإنجليزية)